# Metsä-Valkjärvi
Metsä-Valkjärvi är en sjö i kommunen Salo i landskapet Egentliga Finland i Finland. Arean är 28 hektar och strandlinjen är 2,85 kilometer lång. Sjön  ingår i Kisko ås och Bjärnå å huvudavrinningsområde.   Den ligger omkring 59 kilometer öster om Åbo och omkring 90 kilometer väster om Helsingfors. 